# 欧律狄刻

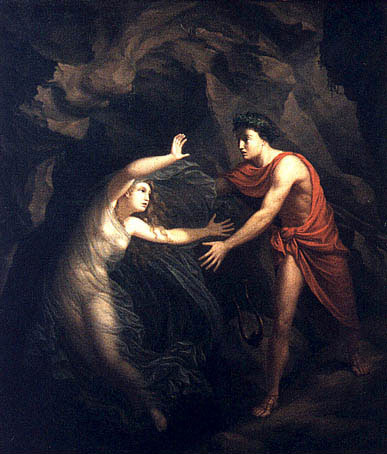
《欧律狄刻和俄耳甫斯》，1806，哥本哈根新嘉士伯美術館藏

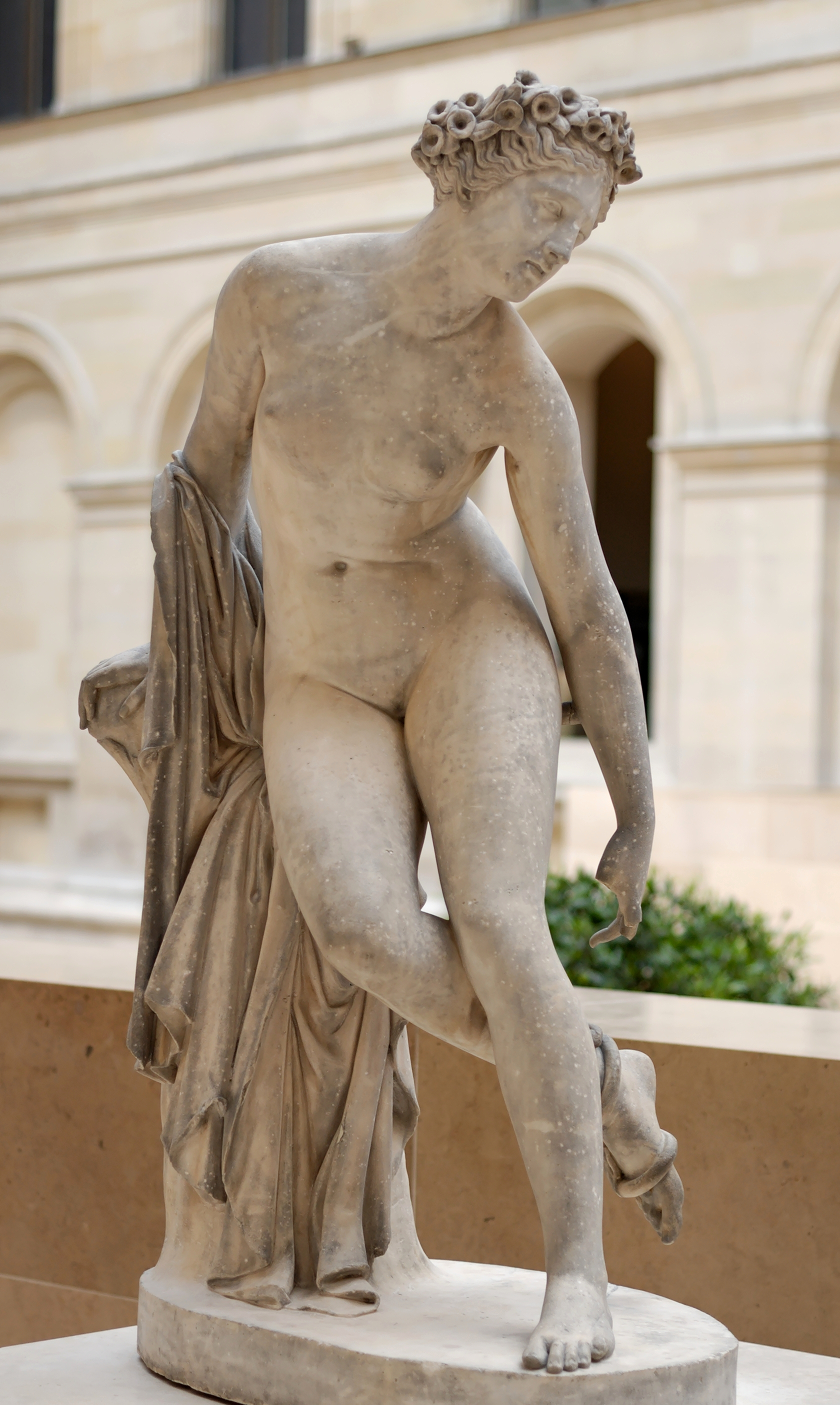
《快要死去的欧律狄刻》，1822，查理-弗朗索瓦·勒伯夫制，羅浮宮藏

欧律狄刻（拉丁转写：Eurydikē），或译歐利蒂絲、尤麗狄絲，是希腊神话中的一个宁芙，一说是阿波罗的女儿，后来嫁给俄耳甫斯。在她死后，俄耳甫斯进入冥土试图将她带回，但以失败告终。

## 传说
欧律狄刻嫁给俄耳甫斯后婚姻美满，但一日阿瑞斯泰俄斯看上了欧律狄刻，并开始追求后者，在逃离阿瑞斯泰俄斯的过程中，欧律狄刻不慎踩到一条毒蛇，被咬之后中毒而死。俄耳甫斯悲痛万分，他悲伤的琴声打动了其他的宁芙，后者告诉他可以找冥王哈迪斯要回他的妻子。俄耳甫斯用琴声打动了冥王哈迪斯和冥后珀耳塞福涅，厄里倪厄斯也感动落泪。冥王许诺让他把欧律狄刻带回人间，但是同时告诫俄耳甫斯，雖然欧律狄刻會一直跟在他身后，但离开地狱前万万不可回首张望。当俄耳甫斯踏出冥界之后，转身确定妻子是否還跟著他，但欧律狄刻此时还未踏出冥界之门，因此再度堕回冥界。这个版本的故事来自诗人维吉尔。其他一些作者，如柏拉图在《會飲篇》中说死神只给俄耳甫斯看过欧律狄刻的幽魂，没有让她跟随俄耳甫斯。柏拉图意在嘲讽俄耳甫斯，认为俄耳甫斯的爱情并不坚定，不愿为妻子而死。奥维德则说欧律狄刻不是在逃离阿瑞斯泰俄斯时踩到了毒蛇，而是在自己的婚礼上与那伊阿得斯跳舞时踩到的。此外雖然歐律狄刻常與俄耳甫斯並稱，但实际上欧律狄刻的故事出现的时间可能比俄耳甫斯本身要晚。
其他文化中也有与此极为相似的故事，如日本的伊邪纳岐和伊邪那美、玛雅的伊察姆纳和伊希切尔、印度的娑维德利和萨提亚万。圣经中羅得和其妻的故事也与此有一定的相似之处。

## 扩展阅读
- Griselda Pollock. "Orphée et Eurydice: le temps/l'éspace/le regard traumatique". In: Julia Kristeva et al., eds. Guerre et paix des sexes. Hachette, 2009.
- Jennie Hirsh, and Isabelle D. Wallace, eds. Contemporary Art and Classical Myth. Farnham: Ashgate, 2011. ISBN 978-0-7546-6974-6.
- Irene Masing-Delic, "Replication or Recreation? The Eurydice Motif in Nabokov's Russian Oeuvre", Russian Literature, 70.3 (2011),  391–414.